# 반도체 대란

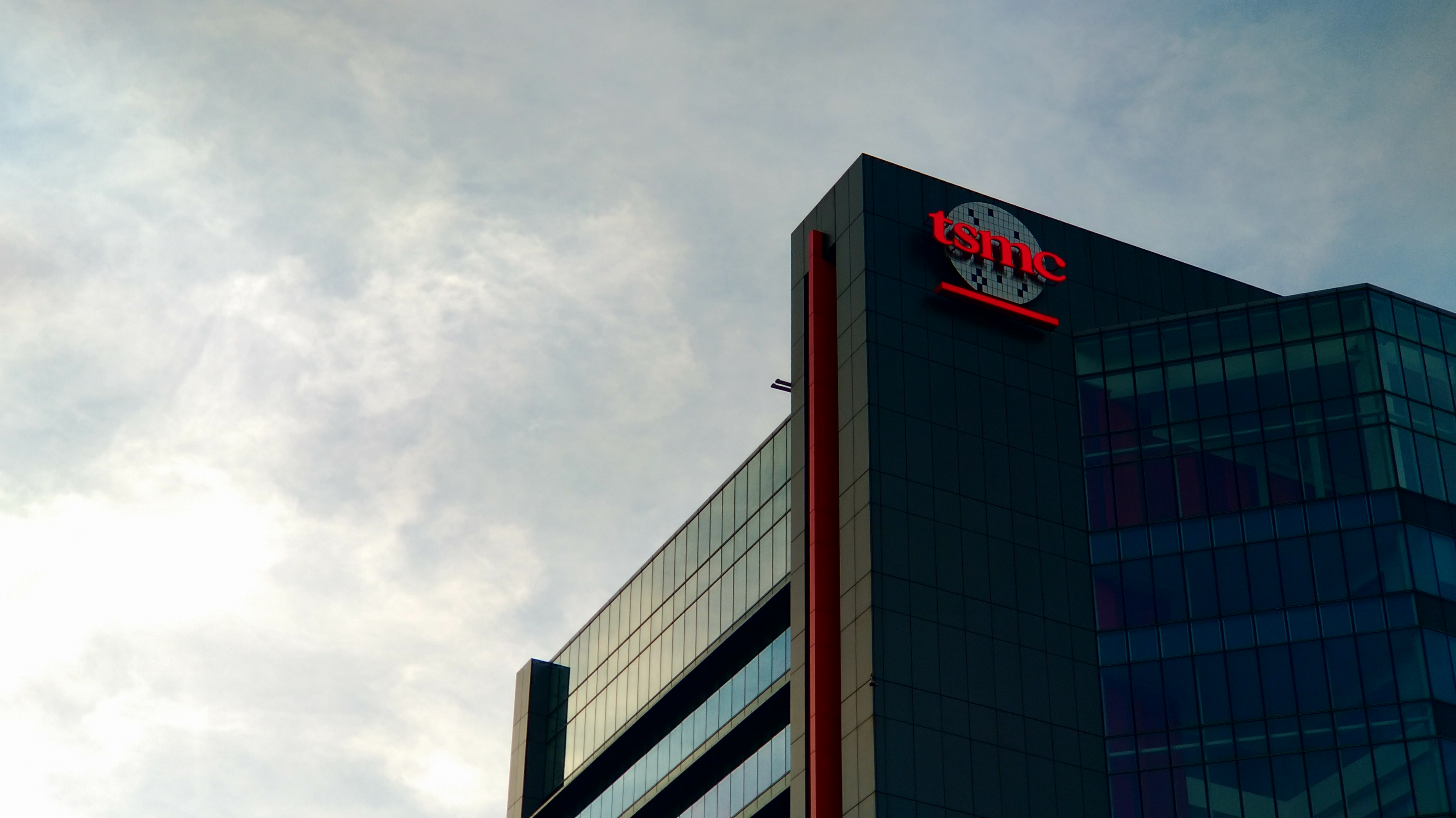
세계적인 반도체 파운드리 업체 TSMC

반도체 대란(半導體大亂)은 코로나19 범유행과 트럼프의 SMIC 제재 영향으로 2021년 세계적인 반도체 공급 문제를 빚은 사태를 말한다.

## 역사
2020년 말, 반도체가 수요에 비해 턱 없이 부족한 공급량을 보여 반도체 대란이 발생했다. 2020년 말부터 2021년까지 이어지고 있다.

### 원인
트럼프의 대중 재제중 하나인 SMIC의 제재가 반도체 대란의 원인으로 주목되고 있다. 삼성과 TSMC에 비해 저가 라인업으로 차량용 반도체를 만들었던 SMIC의 제재 때문에 차량용 반도체 공급에 차질이 빚어졌다. 설상가상으로 자연재해 발생으로 인한 반도체 공장 가동 중단도 치명타로 작용했다. 더불어 중국은 반도체 사재기까지 하기 나섰으니 상황이 악화되고 있다. 반도체를 공급하는 반도체 제조사에 화재나 가뭄등 재난이 발생하며 시장에 지장도 주고 있다.

### 영향
제너럴모터스(GM)는 북미지역에서 최소 6곳의 공장 가동을 중단했고, 도요타자동차와 폭스바겐, 스텔란티스도 생산 차질을 겪고 있다. 독일 메이커들도 상태가 심각하다고 한다. 미국 자동차 업계는 "미칠 지경"이라고 심각한 자동차 업계의 상황을 표현했다. 대한민국의 자동차 기업들도 일부 공장이 일주일간 생산을 중단하기도 했고, '반도체 보릿고개'라는 말이 생길 정도로 자동차 업계의 사정이 좋지 않게 됐다.
도요타와 테슬라는 반도체 대란에서 제일 피해가 적어서 회사 상황이 괜찮다고 한다. 그 까닭은 동일본대지진 당시 어려움을 겪은 도요타는 이미 공급구조를 강화했기에 피해가 덜했고, 테슬라는 생산하는 차종 수도 많지 않고, 필요한 반도체도 많지 않을 정도로 설계를 잘했기 때문에 피해가 덜한 편이라고 한다. 세계 차 업계의 매출 피해는 68조원으로 추산된다.

### 국가들의 대응책

#### 중국
중국은 반도체 대란에도 불구하고 반도체 점유율을 높이기 위해 투자를 높였다. 공장을 신설하고 공급량을 높였다. 미국 제재 대상의 도마 위에 올려진 중국 기업들도 다수 있음에도 점유율을 계속해서 올리기 위한 노력을 하고 있으며 실제로도 점유율이 상승하는 추세다. 공급 대란 전에 이미 공장을 신설할 준비를 모두 한 상태였기 때문이다.

#### 미국
2021년 4월, 바이든 美 대통령은 "반도체 대란을 일종의 중국의 도전 중 하나로 볼 것이며, 미국은 반도체 패권을 놓치 않을 것"이라는 입장을 천명했다. '반도체 화상 회의'를 소집하고 글로벌 기업들의 미국 반도체에 대한 투자를 주문했다. 동맹중시외교를 펼치고 있는 바이든은 해법으로 '블록화 전략'을 채택하였는데, 쿼드를 포함한 미국 동맹국끼리 블록을 만들어 반도체 공급망을 원활히 하는 전략이다. 한미정상회담에서도 미국 측은 한국에게 쿼드에 들어오라는 요청이 있었고, '반도체 유대'를 제안하기도 하는등 미국은 동맹과의 협력으로 반도체 대란 문제를 다루고 있다.

#### 대한민국
2021년 2분기, 차량용 반도체 공급 대란이 끝날 기미를 안보이자 정부는 해외제조사에 요청하는등 행동에 나서기까지 했다. 소재 수출규제로 양국간의 갈등을 빚었던 일본 기업까지 한국 정부가 도와달라고 요청을 할 정도였다.

## 같이 보기
- TSMC